# Maximilian von Kempis
Maximilian Josef von Kempis (* 20. Juni 1757 in Bonn; † 5. November 1823 in Köln) war ein kurkölnischer Politiker und Bürgermeister der Stadt Köln.

## Leben

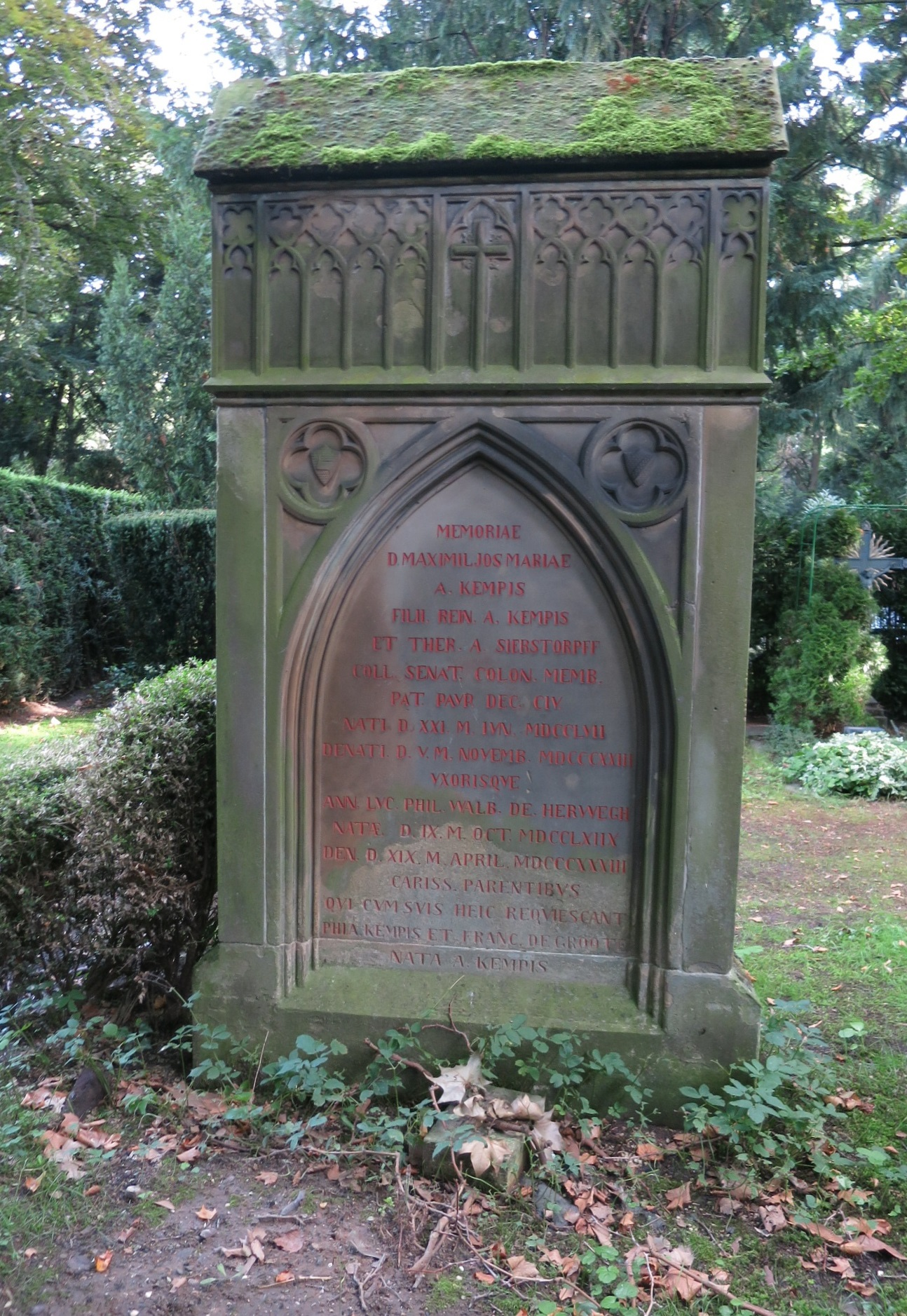
Grab von Maximilian von Kempis auf dem Kölner Friedhof Melaten

Maximilian von Kempis studierte 1774 Rechtswissenschaft in Bonn und war 1777 bis 1778 Hofrat und Zollverwalter in Bonn. Anschließend diente er als Geheimsekretär dem Erzbischof Max Franz und war auch als Bürgermeister von Bonn tätig. In den Jahren 1789 bis 1793 war von Kempis Kreisdirektorialgesandter für Münster in Aachen und siedelte Ende 1793 nach Köln über. Dort wurde er im Jahr 1797 Bürgermeister der Reichsstadt Köln. Kurz zuvor war der reichsstädtische Senat abgeschafft worden und von Kempis zum Präsidenten des neuen Magistrats gewählt worden. Während der französischen Besatzung trat er der cisrhenanischen Bewegung entgegen. Nach seinem Ausscheiden aus dem Amt des Bürgermeisters war von Kempis weiterhin als Stadtrat von Köln tätig.
1783 trat Maximilian von Kempis dem Illuminatenorden bei. Hier war er Mitglied der Loge "Zur neugekrönten Hoffnung" in Wien.
Seine Grabstätte befindet sich auf dem Kölner Friedhof Melaten (Lit. C, zwischen HWG und Lit.H). Hier ist auch – ungenannt – sein Schwiegersohn Everhard von Groote beigesetzt.